# Тафофобија
Тафофобија је нечији ненормалан, психопатолошки страх да ће бити жив сахрањен. Реч тафофобија долази од грчких речи τάφος, taphos, што значи "гроб" и φόβος, phobos, што значи "страх", те се то буквално преводи као „страх од гробова”.
Пре појаве савремене медицине, страх није био потпуно ирационалан. Кроз историју, било је много случајева када су људи случајно били сахрањени живи. Енглески реформатор Вилијам Теб је 1905. године прикупио податке о превременом сахрањивању. Пронашао је 219 случајева скорог сахрањивања живих, 149 стварних случајева да је неко сахрањен жив, 10 случајева дисекције живих и 2 случаја буђења приликом балсамовања.
Било је много урбаних легенди о људима који су случајно закопани живи. Легенде укључују елементе као што је ситуација да се неко ко је био у стању дубоког сна или коме, пробудио годинама касније и преминуо ужасном смрћу. Друге легенде говоре о сандуцима који су отворени и у којима су пронађени лешеви са дугом брадом или лешеви са подигнутим рукама и длановима окренутим нагоре. Једна од познатих легенди је о преурањеном сахрањивању Ен Хил Картер Ли, супруге Хенрија Лија III. На његовој смртној постељи 1799. године, Џорџ Вашингтон је натерао своје службенике да обећају да га неће сахранити у наредна два дана.
Књижевност је пронашла плодно тло у истраживању природног страха од сахрањивања живих. Једна од ужасних прича Едгара Алана Поа, "Превремено сахрањивање", говори о особи која пати од тафофобије.
Страх од сахрањивања живих је развијен у мери у којој су они који то могу приуштити направили све врсте аранжмана за изградњу сигурносног сандука како би се то избегло (нпр. Стаклени поклопци за посматрање, конопци за звона за сигнализацију и цеви са ваздухом за преживљавање док се не спасу).